# Paula Guedes
Paula de Azevedo e Silva Guedes de Carvalho (Matosinhos, 12 de outubro de 1953) é uma actriz portuguesa.

## Biografia
Paula Guedes é filha do actor e encenador João Guedes e de sua mulher Maria Estela de Azevedo e Silva. É prima-tia do jornalista Rodrigo Guedes de Carvalho e do realizador Tiago Guedes.
Apareceu no teatro em 2004 com 12 Mulheres e 1 Cadela de Inês Pedrosa, sob a direcção de São José Lapa), no Teatro da Trindade. Filipe La Féria dirigiu-a em Maldita Cocaína (Teatro Politeama, 1994).
No cinema participou em filmes de Artur Semedo, Fernando Lopes, José Nascimento, José Fonseca e Costa, Maria de Medeiros, Raquel Freire, José Carlos de Oliveira e João Botelho. Presença constante na cinematografia de José Álvaro Morais foi dirigida por este em filmes como O Bobo (1987), Zéfiro (1993), Peixe Lua (2000) e Quaresma (2003).

## Televisão
| Ano       | Projeto                | Personagem         | Canal | Notas                |
| --------- | ---------------------- | ------------------ | ----- | -------------------- |
| 1982      | Vila Faia              | Catarina           | RTP   |                      |
| 1983      | Origens                | Patrícia           | RTP   |                      |
| 1991      | Um Amor Feliz          | Clara              | RTP   | Mini-Série           |
| 1992      | Procura-se             |                    | RTP   | Mini-Série           |
| 1992/1993 | Grande Noite           | Várias Personagens | RTP   |                      |
| 1994      | Maldita Cocaina        | Georgette          | RTP   |                      |
| 1994/1995 | Cabaret                | Várias Personagens | RTP   |                      |
| 2001      | O Espírito da Lei      | Angelina           | SIC   | pequena participação |
| 1999/2002 | Residencial Tejo       | Pureza             | SIC   |                      |
| 2003      | Lusitana Paixão        | Maria Natércia     | RTP   | pequena participação |
| 2004      | A Ferreirinha          | Eufrásia           | RTP   |                      |
| 2006/2007 | Floribella             | Verónica           | SIC   |                      |
| 2007      | Nome de Código: Sintra | Elisabete          | RTP   |                      |
| 2007      | Vingança               | Áurea das Neves    | SIC   | pequena participação |
| 2008      | Chiquititas            | Úrsula             | SIC   | pequena participação |
| 2011      | Liberdade 21           | Ana Paula          | RTP   | pequena participação |
| 2012      | Dancin' Days           | Guarda Prisional   | SIC   | pequena participação |
| 2015      | Jardins Proibidos      | Juíza              | TVI   | pequena participação |

## Filmografia Seleccionada
Fez parte parte do elenco dos filmes: 
- O Rei das Berlengas (1978), realizado por Artur Semedo
- Nós Por Cá Todos Bem (1978)
- Kilas, o Mau da Fita (1980)
- A Culpa (1980)
- Balada da Praia dos Cães (1986)
- Repórter X (1986) [3]
- O Bobo (1987)
- O Delfim, realizado por Fernando Lopes (2002)
- Quaresma (2003)
- A Mulher Que Acreditava Ser Presidente dos Estados Unidos, de João Botelho (2003)
- Corrupção (2007)
- Humilhados e Ofendidos (2010)
- O Coveiro, realizado por  André Gil Mata (2012)
- Axilas, realizado por José Fonseca e Costa (2016)